# Unio Apostolica Cleri
Az Unio Apostolica Cleri olyan katolikus lelkiségi mozgalom, amely a római katolikus egyház tanítását vallva fő feladatának tekinti a papok és diakónusok összefogását és segítését.

## Története
Az Unio Apostolica Clerit 1862-ben Victor Lebeurier szulpiciánus pap alapította Franciaország fővárosában, Párizsban, miután felfedezte Bartholomeus Holzhauser életművét. (Holzhauser volt a Világi Papok Egyesületének létrehozója a XVII. század közepén.) Lebeurier törekvésével párhuzamosan Olaszországban is kialakult egy papi közösség Giuseppe Martini trevisói szeminarista vezetése alatt. Alapvető feladatuknak tekintették az egyház szolgálatában állók lelki segítését. Az Unio Clerit először X. Szent Piusz pápa erősítette meg. Hivatalosan XV. Benedek pápa hagyta jóvá a közösséget az 1921. április 17-én írt Romanum Pontificum kezdetű brévéjével. A központ Rómában található. Az 1970-es évekre a mozgalomban részt vevő országok száma elérte az ötvenet. Az egyesülés születése óta sokszor módosította szabályzatát. Rómában a közgyűlés 1997-ben fogadta el a legutóbbi szabályzatot, melyet a Szentszék jóváhagyott.
Magyarországon a második világháború előtt az Unio Apostolica Cleri papi közösség általánosan ismert volt. Az egyházmegyés papi lelkületet adó mozgalom központjai a szemináriumok voltak, amelyek fontos feladatuknak tekintették, hogy a szellemi és lelki képzés mellett a növendékeket az egyházmegye papságának közösségi életébe is bevezessék. A szemináriumi spirituálisok voltak az Unio Apostolica Cleri egyházmegyés vezetői. A háború után a szervezet nem működhetett nyilvánosan, azonban voltak olyan atyák, akik ennek szellemét megőrizték és másoknak továbbadták. Az Unio Apostolica Cleri papi közösség hivatalos újraalapítása hazánkban 1995. szeptember 20-án történt. Ezen az országos közgyűlésen a tagság megválasztotta az országos vezetőséget, amely az elnökből, a titkárból és a tanácsból állt. Ezt követően a vezetőség lefordította a nemzetközi alapszabályt és országos direktóriumot hozott létre. Az Magyar Katolikus Püspöki Konferencia Seregély István elnök vezetésével 1995. október 3-án megerősítette a vezetőséget és jóváhagyta az országos direktóriumot, amelyet a Rómában levő nemzetközi vezető is elfogadott. A magyarországi szervezet 1997-ben vendégül látta a nemzetközi szervezet vezetőjét, Giuseppe Magrint.

## Tevékenysége
Az Unio Cleri statútuma (alapszabálya) kimondja, hogy a szervezet nem kínál különleges lelkiséget. A pap lelkületét az egyházmegyében, a plébánián végzett munkája, a „lelkipásztori szeretet” megélése határozza meg. Az a feladata, hogy a rábízottakat szolgálja, ezért a lelkipásztori munkát végző pap lelkiségének ötvöznie kell a nehézségekkel küszködő családoknak, az egyedülállók, a szegények, az életszentségben élők és a botladozók értékeit és hiányait, örömeit és gondjait. Ennek elmélyítését, megvalósulását a személyes hitélet mellett segíti a papok összefogása, kölcsönös segítése. Az Unio Apostolica Cleri ezt kínálja a közös összejövetelek, az egymásért végzett imák és a kölcsönös segítségnyújtás révén, amit különösen a megfáradt vagy beteg tagjainak nyújt. Az Unio Cleri több országban is egyházmegyés lelkigyakorlatokat tart.
A közösség tagjainak feladata, hogy felhívják a figyelmet a katolikus egyház szentségeinek értékeire és fontosságára, ajánlják a lelkivezetést, szorgalmazzák a lelkigyakorlatokat és a baráti együttléteket, valamint támogassák és terjesszék a papi lelkiségről szóló írásokat. A papi közösség 1995-ben egy lelkiségi füzetet indított „Magyar Papi Egység” címmel, amely a jezsuiták által kiadott „Távlatok” kulturális folyóirat mellékleteként jelent meg. A szervezet az ezredforduló tiszteletére kiadta az „Előttünk járnak” című könyvet, amelyben tíz idősebb, köztiszteletben álló lelkipásztor vall a papi munka küzdelmeiről és szépségéről. Az Unio Cleri az újjáalapítás 10 évfordulóján, 2005-ben kiadta az „Értünk élnek” című könyvet, amelyben kilenc pap tesz tanúságot a lelkipásztori szeretet gazdagságáról. 

## Tagsága és szervezete
Tag lehet minden egyházmegyei szolgálatban álló püspök, pap, az egyházmegye területén szolgáló szerzetes pap és diakónus, aki a nemzetközi szabályzatot (Statútum) elfogadja. A tagok vállalják, hogy havonta egyszer részt vesznek a papi közösség összejövetelén, imádkoznak egymásért, lehetőségeik szerint segítik és látogatják egymást, valamint évente egy szentmisét felajánlanak a Nemzetközi Szövetség szándékára, és egy szentmise stipendiumát befizeti az Országos Szövetség támogatására. A szervezet baráti köréhez tartozhatnak a papnövendékek és a szerzetesnövendékek. Az egyházmegyés csoportok élén az egyházmegyei vezető áll, akit az egyházmegyés közgyűlés választ 3 évre, és a megyés püspök erősít meg. Az ő munkáját a titkár és a pénztáros segíti. A közgyűlést évenként két alkalommal az országos vezető hívja össze a szervezet budapesti székhelyén, az Országos Lelkipásztori Intézetben. Résztvevői az országos vezető, a titkár, a pénztáros, a Tanács, az egyházmegyei vezetők, és egyházmegyénként két-két képviselő, akiket a csoportvezetők közül jelölnek ki. Ezekre a közgyűlésekre meghívják a szerzetesrendek, szemináriumok képviselőit is.